# Club Sportivo Trinidense
O Club Sportivo Trinidense é um clube de futebol paraguaio sediado em Assunção. Eles jogam suas partidas como mandante no Estadio Martín Torres, e tem como seu maior rival o Rubio Ñu, cujo estádio se encontra apenas 1km de distância e o clássico é conhecido como "Clássico de Trindad".

## História
O Sportivo Trinidense foi fundado inicialmente por uma companhia petrolífera estadunidense, cuja sede estava localizada na Av. Artigras entre Cañadón Chaqueño y Santísma Trindade (atualmente é uma boate de dança chamada Tropi Club).
Posteriormente, em 11 de agosto de 1935, a sede foi refundada na casa de Manuel Arce González, localizada na rua Molas López, 162, esquina com Bogotá, bairro de Santísima Trinidad. Manuel Arce foi o primeiro presidente do clube, constituindo a sua direção com co-fundadores, entre os quais Martín Torres, que era curador na altura da fundação e sendo este o primeiro a falecer entre os fundadores. Em 1957, foi decidido que o estádio teria o seu nome.
Muitos outros moradores do bairro já foram presidentes, membros da diretoria e jogadores, fortemente apoiados pela massa da sociedade que compunha os torcedores do clube.

## Títulos

### Torneios nacionais
| Torneios Nacionais Oficiais | Torneios Nacionais Oficiais | Torneios Nacionais Oficiais |
| --------------------------- | --------------------------- | --------------------------- |
| Competição                  | Número de títulos           | Títulos                     |
| Segunda División            | 2                           | 2009, 2022                  |
| Tercera División            | 4                           | 1982, 1987, 1990, 2002      |